# اکسل یانسن
اکسل یانسن (انگلیسی: Axel Jansson; ۲۴ آوریل ۱۸۸۲ – ۲۲ سپتامبر ۱۹۰۹) ورزشکار اهل سوئد بود.
وی در مسابقات کشوری و بین‌المللی در مجموع برندهٔ ۱ مدال نقره شده‌است.